# Castetpugon
Castetpugon är en kommun i departementet Pyrénées-Atlantiques i regionen Nouvelle-Aquitaine i sydvästra Frankrike. Kommunen ligger i kantonen Garlin som tillhör arrondissementet Pau. År 2022 hade Castetpugon 213 invånare.

## Befolkningsutveckling
Antalet invånare i kommunen Castetpugon
| Referens: INSEE |